# David Perdue
David Perdue (Macon, 1949. december 10. –) az Amerikai Egyesült Államok szenátora (Georgia, 2015 – 2021). A Republikánus Párt tagja.